# Iwan Gawrilowitsch Aristow
Iwan Gawrilowitsch Aristow (russisch Иван Гаврилович Аристов; * 1913 im Dorf Oschtschepkowo, Rajon Wochma; † 1972) war ein sowjetischer Hydrograph und Polarforscher.

## Leben
Aristow stammte aus einer Bauernfamilie. Er besuchte die Dorfschule und arbeitete dann in der Landwirtschaft. 1931 ging er nach Leningrad und arbeitete im Telefonwerk Krasnaja Sarja (Rote Morgenröte) (bis 1919 Russische Aktiengesellschaft L. M. Ericsson & Co.). Er absolvierte die RabFak und begann 1936 das Studium am Hydrographie-Institut der Hauptverwaltung Nördlicher Seeweg in Moskau. Im Sommer 1941 wurde er zu einem Praktikum in die Lotsenmeister-Hydrographie-Expedition in Prowidenija im Autonomen Kreis der Tschuktschen geschickt, aber der Beginn des Deutsch-Sowjetischen Kriegs verhinderte das Praktikum und unterbrach sein Studium. In der Roten Armee machte er den Krieg mit.

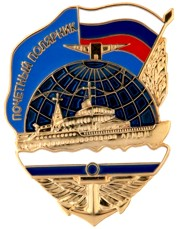
Ehrenpolarforscher-Abzeichen

Nach dem Krieg setzte er sein Studium fort mit Abschluss 1947. Er war nun Hydrograph der Hauptverwaltung Nördlicher Seeweg. Als Gruppenleiter arbeitete er auf den Neusibirischen Inseln, im Olenjok-Mündungsdelta und in den Archipelen der Karasee. 1949 wurde er Expeditionsleiter der Hydrobasis Tiksi. Ab 1952 war er Hydrograph und häufig auch Navigator auf verschiedenen Forschungsschiffen.
Aristow nahm 1956–1958 an der von Alexei Trjoschnikow geleiteten Zweiten Sowjetischen Antarktisexpedition, 1962–1964 an der von Michael Somow im Sommer und von Nikolai Tjabin im Winter geleiteten 8. Sowjetischen Antarktisexpedition und an der Expedition zum magnetischen Südpol teil.
Aristow wurde 1968 pensioniert. 1972 erlitt er einen tödlichen Autounfall. Er wurde auf dem Leningrader Südfriedhof begraben.
Aristows Namen tragen ein Kap der Plawnikowaja-Bucht der Karasee östlich der Taimyrhalbinsel und eine Bank in der Amundsensee im Bereich des Marie-Byrd-Lands.
Aristow wurde postum als Ehrenpolarforscher geehrt (der Titel wird seit 2005 vom russischen Transportministerium verliehen).